# Attichy
Attichy  ist eine französische Gemeinde mit 1855 Einwohnern (Stand 1. Januar 2022) im Département Oise in der Region Hauts-de-France. Sie gehört zum Arrondissement Compiègne, zum Kanton Compiègne-1 und zum Gemeindeverband Lisières de l’Oise. Die Bewohner nennen sich Attichois.

## Lage
Die Gemeinde Attichy liegt an der Aisne, etwa auf halbem Weg zwischen den Städten Compiègne und Soissons.
Umgeben wird Attichy von den Nachbargemeinden Tracy-le-Mont im Norden, Moulin-sous-Touvent und Saint-Pierre-lès-Bitry im Nordosten, Bitry im Osten, Jaulzy im Südosten, Couloisy im Süden, Berneuil-sur-Aisne im Westen sowie Saint-Crépin-aux-Bois im Nordwesten.

## Bevölkerungsentwicklung
| Jahr                       | 1962 | 1968 | 1975 | 1982 | 1990 | 1999 | 2006 | 2013 | 2021 |
| Einwohner                  | 1317 | 1391 | 1545 | 1616 | 1651 | 1852 | 1917 | 1865 | 1853 |
| Quellen: Cassini und INSEE |      |      |      |      |      |      |      |      |      |

## Kriegsgefangenenlager
In den Jahren 1945 bis 1946 bestand in Attichy das amerikanische Kriegsgefangenenlager CCPWE#15, in dem deutsche Soldaten und Offiziere interniert waren. Die erwachsenen Gefangenen waren unter notdürftigsten Bedingungen untergebracht und wurden nach Heimkehrerberichten nur unzureichend versorgt.
Neben dem in 19 Gevierte (cages – Käfige) eingeteilten Lager, das zeitweilig über 50.000 Gefangene umschloss, dienten weitere vier Baby-cages seit kurz vor Kriegsende bis September 1945 als Lager für rund 10.000 jugendliche Kriegsgefangene, die im „Endkampf“ zum Kriegsdienst geholt worden waren. Der amerikanische Lagerkommandant Oberst Alfred C. Johnson hatte hier im Frühsommer 1945 die größte „Highschool der Welt“ zur christlich-demokratischen Umerziehung von 18.000 jugendlichen Kriegsgefangenen. Neben den Elementarfächern stand als Hauptfach Religion auf dem Lehrplan. Die Jugendlichen wurden hier einem Reeducation-Programm, das der Aufklärung über die nationalsozialistischen Verbrechen und der Erziehung zur Demokratie und den Menschenrechten dienen sollte, unterzogen. Aus allen amerikanischen Kriegsgefangenenlagern in Frankreich waren dazu die unter 18 Jahre alten Jungen zusammengezogen worden. Bis zu 150 kriegsgefangene deutsche Seelsorger und Lehrer betreuten dort in ebenso viel Klassen jeweils 60 Jugendliche. Unter ihnen befand sich auch Heinrich Böll.

## Sehenswürdigkeiten

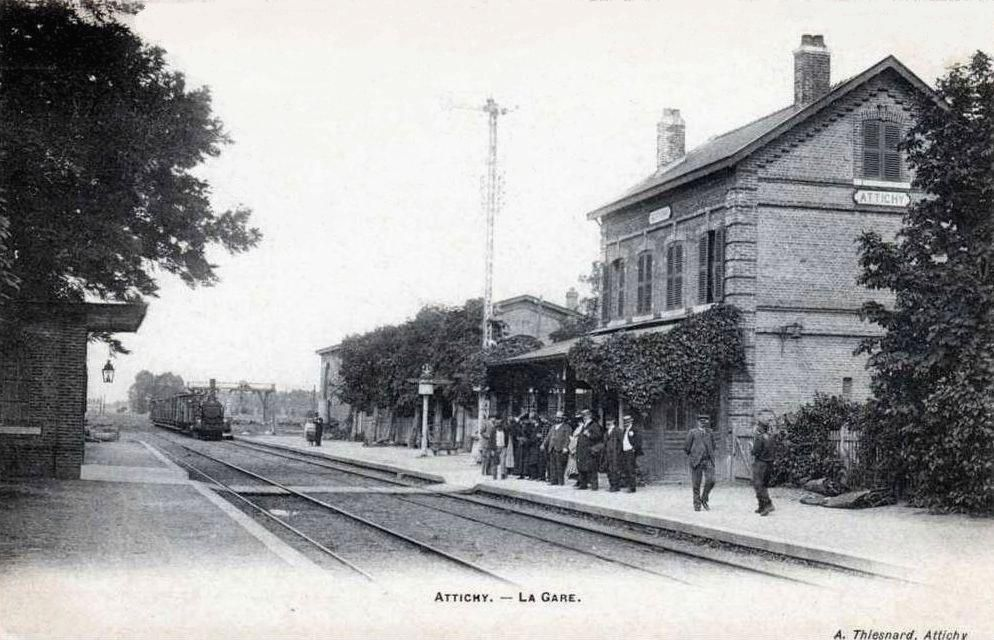
Bahnhof Attichy Anfang des 20. Jahrhunderts

- Kirche Saint-Médard
- Kapelle des Seniorenheimes
- ehemaliges Waschhaus (Lavoir)

## Partnergemeinde
- Einhausen in Hessen